# Ráchi (Imathie)
Ráchi (grec moderne : Ράχη) est une localité située dans le dème de Véria, dans le district régional d'Imathie, dans la periphérie de Macédoine-Centrale, en Grèce.
Selon le recensement de 2011, elle compte 610 habitants.